# Orazio Maria Bonfioli
Orazio Maria Bonfioli, latinizzato come Horatius Maria Bonfiolus (Bologna, XVII secolo – 4 giugno 1702), è stato un presbitero e giurista italiano del XVII secolo.

## Biografia
Nacque a Bologna dal conte Lelio Bonfioli e da Lucrezia Marescotti; nulla si sa della data di nascita che presumibilmente si colloca intorno al secondo o terzo decennio del XVII secolo. Venne avviato agli studi giuridici e si laureò nello Studio bolognese in diritto civile e canonico il 1º luglio 1651; nello stesso anno ottenne una lettura di istituzioni legali, nella medesima università, e fu riconfermato fino al 1660.
Dopo il 1660 si trasferì a Roma, dove prese gli abiti talari e successivamente venne nominato governatore di Terni dal Sacro Collegio nel periodo di sede vacante alla morte di papa Innocenzo X. Venne poi incaricato da papa Alessandro VII come governatore di Faenza e Fano.
Dopo i molti impegni istituzionali si ritirò presso la Congregazione dei filippini a Fano; successivamente rientrò a Bologna dove ottenne da Innocenzo XI un canonicato nella chiesa metropolitana di San Pietro.
A Bologna riprese l'insegnamento giuridico, detenendo la cattedra di diritto canonico fino a tutto il 1690.
Morì il 4 giugno 1702.

## IlDe immobilitate terrae
Non si posseggono opere di Orazio Maria Bonfioli, se non l'operetta De immobilitate terrae, stampata a Bologna nel 1667 e dedicata al cardinale legato Carlo Carafa della Spina.
Nella sua opera volle dimostrare, ad ogni costo, la verità dell'immobilità terrestre, fondata su esplicite affermazioni scritturali. La sua dissertazione venne condotta indipendentemente da un discorso strettamente scientifico e venne addotta una fitta serie di auctoritates bibliche, fondate soprattutto sul concetto della Terra fundamentum fermo e stabile del mondo.
L'esito più interessante dell'opera è quello di riproporre, di contro alla configurazione copernicana del cosmo, ma anche fuori della tradizione aristotelico-tolemaica, una struttura cosmologica ricavata interamente dalla Bibbia.
Ipotizzò un sistema in cui la Terra era posizionata al centro del cosmo, e al suo interno l'inferno. Attorno ad essa un primo cielo "aereo", soggetto ad alterazioni continue, dotato d'un moto irregolare, sede dei fenomeni meteorologici e destinato a perire; sopra di esso il secondo cielo, mobile, sede del Sole, della Luna, degli altri pianeti e delle stelle fisse, e infine il terzo cielo, l'Empireo, immobile.

## Opere
- (LA) De immobilitate terrae, Bologna, Emilio Maria Manolessi & fratelli, 1667.